# 살라리예보역
살라리예보역(러시아어: Саларьево)은 모스크바 지하철 소콜니체스카야 선의 역이다. 모스크바 지하철의 200번째 역으로 2016년 2월 15일에 개통하여 본 노선의 남서쪽 종착역이었다.

## 지리
노보모스콥스키 행정오크루그 주 모스콥스키 지역에 위치한 키옙스코예 고속도로의 남쪽에 있다.

## 역명의 유래
2012년, 모스크바가 남서쪽으로 확장될 때까지 이곳에 존재했던 살라리예보 마을의 이름을 따서 지은 것이다.

## 사진

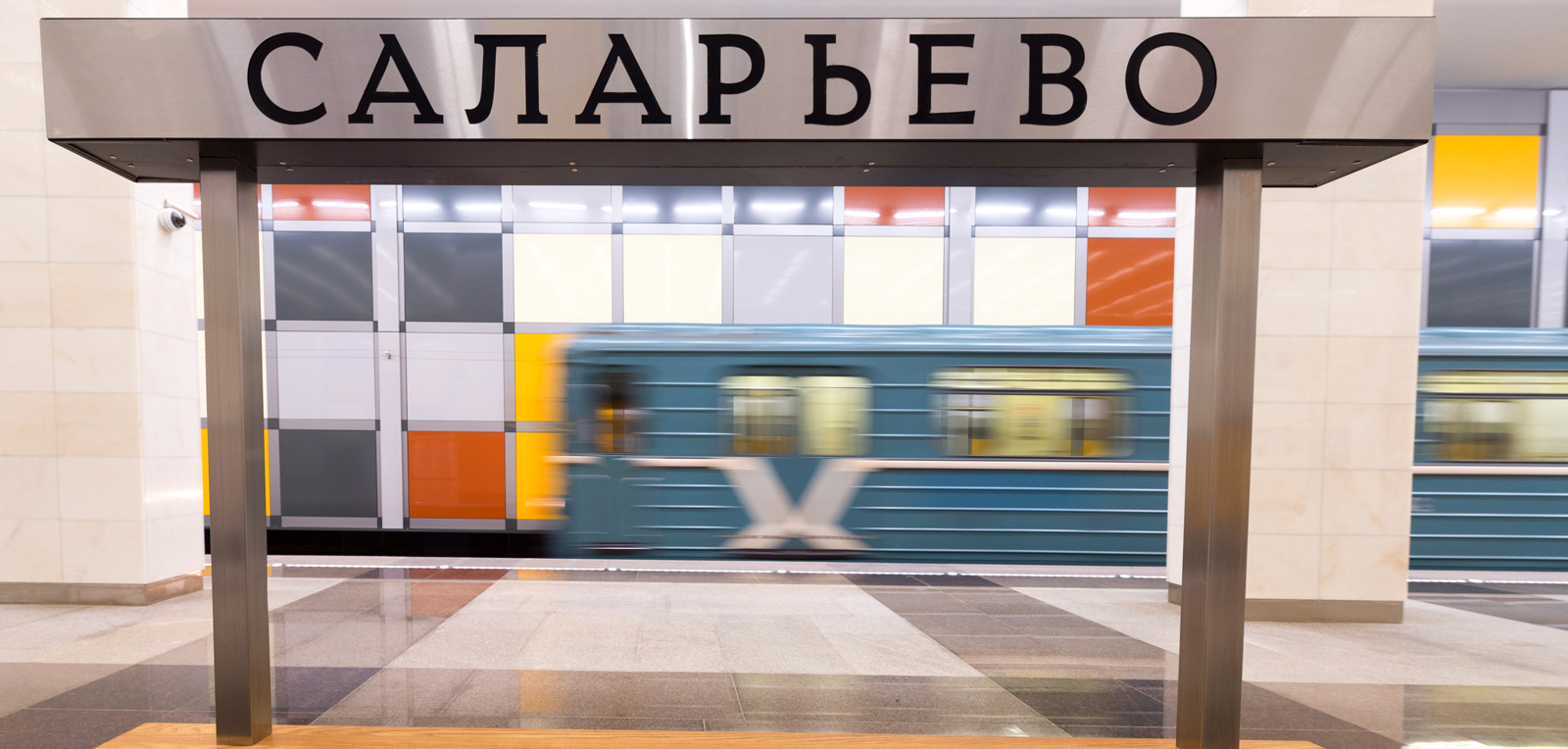
네임 플레이트